# Receptors ionòtrops

Receptor ionòtrop: el lligand, un neurotransmissor, s'enllaça a un lloc extracel·lular, cosa que provoca l'obertura d'un canal transmembranari pel qual poden penetrar els ions

Un receptor ionòtrop sensible a un lligand és una proteïna de membrana que obre un canal iònic. Generalment són selectius a ions com Na+, K+, Ca2+ o Cl-. Es troben a nivell de les sinapsis, on converteixen ràpidament un missatge presinàptic químic (neurotransmissor) en missatge postsinàptic elèctric. Els receptors ionòtrops s'oposen als receptors metabòtrops, els quals no tenen canals iònics.

## Classificació
- els receptors pentamèrics (o Cys-loop): estan constituïts de 5 subunitats. Es distingeixen els de canals catiònics (receptor nicotínic o nAChR, receptor serotoninèrgic 5HT3) i els canals aniònics (receptor GABAA i GABAC, receptor Glicina).
- els receptors tetramèrics (o receptor glutamat): estan constituïts per 4 subunitats, s'activen pel glutamat i són selectius pels cations.
- els receptors trimèrics (o P2X): constituïts per 3 subunitats, s'activen per l'ATP i són selectius pels cations.